# Bilotîn, Izeaslav
Bilotîn (în ucraineană Білотин) este localitatea de reședință a comunei Bilotîn din raionul Izeaslav, regiunea Hmelnîțkîi, Ucraina.

## Demografie
Componența lingvistică a localității Bilotîn
     Ucraineană (96,09%)
     Rusă (3,48%)
     Alte limbi (0,43%)
Conform recensământului din 2001, majoritatea populației localității Bilotîn era vorbitoare de ucraineană (96,09%), existând în minoritate și vorbitori de rusă (3,48%).